# 井上加奈雄
井上加奈雄（Kanao Inouye，1916年—1947年8月27日）是被判大叛國罪（high treason）和戰爭罪的加拿大公民，有「錦祿小子」之外號。他在第二次世界大戰期間擔任大日本帝國陸軍和憲兵隊的繙譯員和獄警。

## 早年生活
井上加奈雄於加拿大卑詩省錦祿出生，是第二代日本裔加拿大人，父母從日本東京移居加拿大。井上加奈雄的祖父井上篤太郎是日本帝國議會和貴族院議員，父親井上正（Tadashi Inouye）是獲勳的加拿大士兵，曾參與第一次世界大戰。井上加奈雄在後來的審訊中憶述，縱然父親於1926年去世，但他在加拿大的生活很愉快。井上家移居加拿大後，仍然與日本關係密切。井上加奈雄於溫哥華技術學校（中學）畢業後，1938年依家人吩咐到日本升學，至第二次世界大戰爆發時仍留在日本。

## 參與戰爭
1942年，井上加奈雄被徵召加入大日本帝國陸軍擔任繙譯員。他的軍階是軍曹，被派駐香港深水埗戰俘營，該處囚禁香港駐軍的加拿大籍戰俘。井上加奈雄異常殘暴，經常隨意毆打戰俘，聲稱是為了報復他在加拿大遭受的歧視。他在審訊後期供稱，在加拿大時飽受各種欺壓，被稱為「黃色的小雜種」──跟他在審訊早期的說法相反。
井上加奈雄於翌年退役，但在1944年加入駐香港的日本憲兵隊擔任繙譯員。審訊陳詞指出，他樂於虐待被懷疑是間諜和叛徒的人。當時的戰俘供稱，井上加奈雄與最少八名加拿大戰俘的受虐和死亡有關。

## 定罪和處決
1945年8月，日本投降，井上加奈雄於九龍被逮捕，被控以戰爭罪行，於軍事法庭審訊。他被判有罪，刑罰是死刑。可是，他上訴推翻了判決，因為他是加拿大公民，不能以敵軍的戰爭罪行起訴他。
1947年4月，井上加奈雄以刑事罪行叛國罪受審，法庭判他有罪，刑罰是死刑。1947年8月27日，他在香港赤柱監獄執行絞刑，遺言是「萬歲！」。

## 綜觀
縱然日本裔加拿大人於二戰期間普遍對國家忠誠，井上加奈雄卻是極少數的反面例子。加拿大史上只有兩人因戰爭罪行受審，井上加奈雄是第一個，而第二個是2010年認罪的奧馬爾·卡德爾。